# Jean-François Ntoutoume Emane
Jean-François Ntoutoume Emane (6 ottobre 1939) è un politico gabonese.
È stato Primo ministro del Gabon dal gennaio 1999 al gennaio 2006.
Inoltre è stato sindaco di Libreville dal maggio 2008 al febbraio 2014.